# Mozilla Firefox 5
Mozilla Firefox 5 é a quinta versão do navegador Mozilla Firefox. Ela foi lançada no dia 21 de Junho de 2011.

## Novidades
- Está nova versão do Firefox traz as seguintes melhorias:
  - Ampla correções de segurança e estabilidade;[4]
  - Poucas mudanças na interface visual, apenas contando com pequenas alterações, como o comportamento de abas;[5]
  - Seletor de canais de desenvolvimento e outros aprimoramentos e ajustes. [6]

## Versões do Mozilla Firefox 5
| Data de Lançamento                            | Lançamento         | Versão | Estado                   | Observações                      |
| --------------------------------------------- | ------------------ | ------ | ------------------------ | -------------------------------- |
| 12 de Abril de 2011                           | Aurora 5.0 Alpha 2 | 5.0    | Não está mais disponível | Primeiro alpha Lançado           |
| 20 de Maio de 2011 (orig. 17 de Maio de 2011) | Firefox 5.0 Beta 2 | 5.0    | Não está mais disponível | Primeiro beta Lançado            |
| 1° de Junho de 2011                           | Firefox 5.0 Beta 3 | 5.0    | Não está mais disponível | Segundo beta Lançado             |
| 9 de Junho de 2011                            | Firefox 5.0 Beta 5 | 5.0    | Não está mais disponível | Terceiro beta Lançado            |
| 14 de Junho de 2011                           | Firefox 5.0 Beta 6 | 5.0    | Não está mais disponível | Quarto beta Lançado              |
| 15 de Junho de 2011                           | Firefox 5.0 Beta 7 | 5.0    | Não está mais disponível | RC                               |
| 21 de Junho de 2011                           | Firefox 5.0        | 5.0    | Lançado ao público       | Lançado oficialmente o Firefox 5 |
| 11 de Julho de 2011                           | Firefox 5.0.1      | 5.0    | Atualização              | Atualização de segurança         |

## Avaliações
Imediatamente após o lançamento do Firefox 5, vários críticos de software fizeram suas avaliações. Matt Egan do PC Advisor disse que não há nada de muito novo para se ver, e que os usuários teriam que olhar o número da versão para perceber que algo mudou, embora tenha dito que as melhorias em velocidade e estabilidade faziam o upgrade valer a pena.
Gary Marshall do TechRadar comentou que parece haver uma corrida de versões entre os navegadores (para ver quem sobe o número mais depressa), e que as mudanças do Firefox não justificam um novo número de versão. Entretanto, ele elogia a adição do bloqueio da localização e descreve como isso pode ajudar aos usuários.
Seth Rosenblatt da CNET concorda com os outros dois no que diz respeito ao número da versão, dizendo que as pequenas mudanças não justificam um incremento para a versão 5, mas elogia os ganhos de performance e usabilidade.

## Ligações Externas
- Mozilla Firefox 5